# Tiffin (Ohio)
Tiffin város az USA Ohio államának Seneca megyéjében, melynek megyeszékhelye is. Lakosainak száma 17 953 fő (2020. április 1.).

## Népesség
A település népességének változása:
| Lakosok száma | 248  | 18 135 | 17 963 | 17 953 |
|               | 1830 | 2000   | 2010   | 2020   |